# القرنية (القصير)
القُرنية قرية من قرى مركز القصير التابعة لمنطقة القصير في محافظة حمص. تقع جنوب غرب مدينة حمص.

## أعلام
- جميل حسن: رئيس إدارة المخابرات الجوية السابق.[3][4]